# Coelophysis bauri
Coelophysis bauri («forma hueca de Georg Baur», del griego Coelophysis, «forma hueca», y bauri, «de Baur», el nombre del descubridor del primer espécimen) es una especie y tipo de  dinosaurio terópodo celofísido, que vivió en lo que actualmente es Norteamérica a finales del período Triásico, hace aproximadamente entre 209 y 201 millones de años durante el Noriense, en lo que es hoy Norteamérica. Su nombre genérico se debe a que los huesos de sus patas eran huecos: el nombre proviene del griego antiguo κοιλος/koilos que significa «hueco» y φυσις/physis «forma». La especie tipo del género, C. bauri, fue descrita por Edward Drinker Cope en 1889. El nombre Rioarribasaurus colberti es sinónimo de Coelophysis bauri.

## Descripción

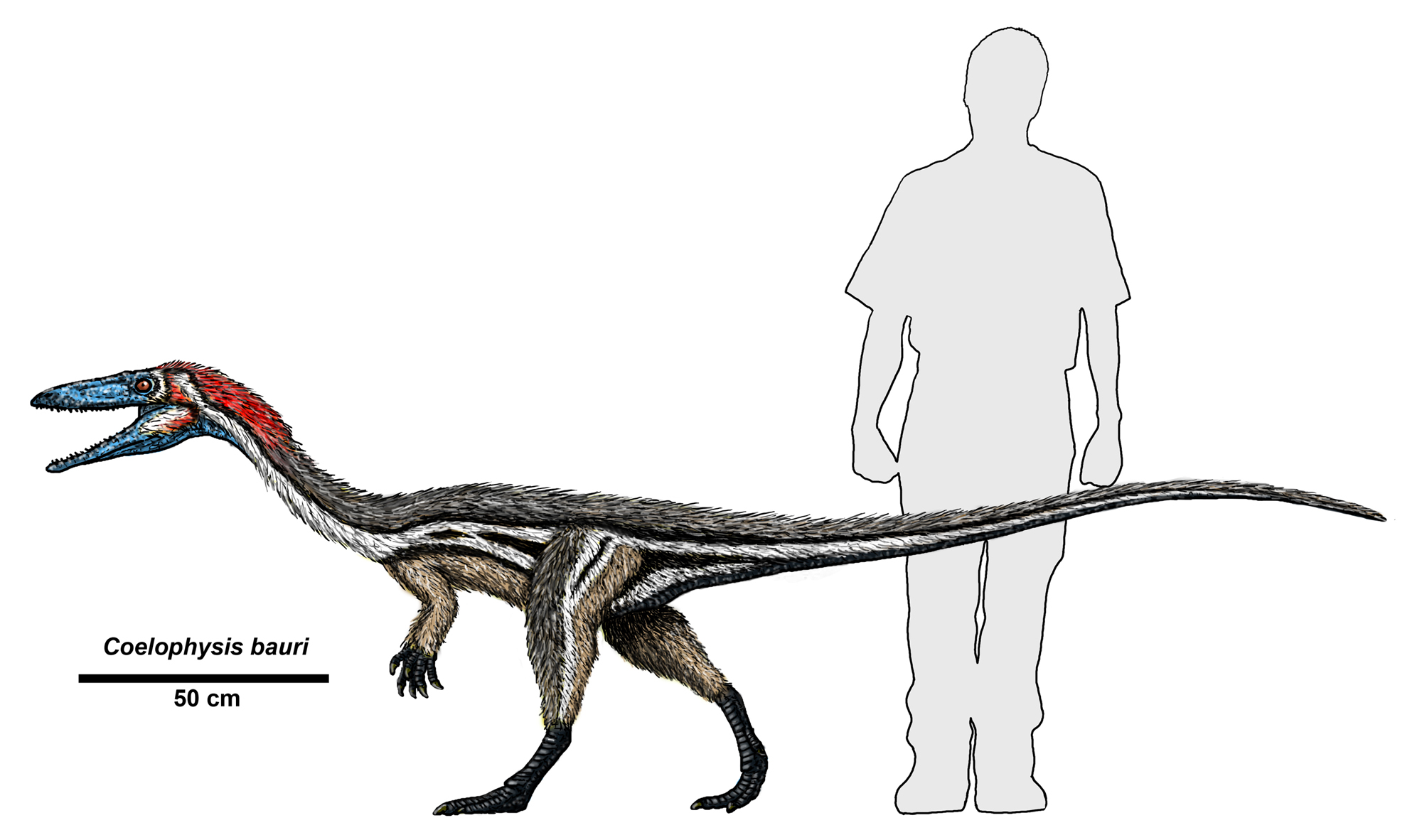
Tamaño de un C. bauri en comparación con un ser humano.

C. bauri es el dinosaurio primitivo mejor conocido con un gran número de esqueletos completos. Su cuerpo tenía una constitución grácil y llegaba a medir de 2,5 a 3 metros de longitud, alcanzaba el metro de altura y pesaba cerca de 28 kilogramos. Este esbelto y ágil corredor vivió en América del Norte y sus registros fósiles han sido encontrados en Arizona y en Nuevo México, en Estados Unidos. Fueron identificadas dos formas de celofisis, una robusta y otra grácil; al principio se consideró que se trataba de dos especies diferentes, pero más tarde los paleontólogos concluyeron que se trataba de machos y hembras de la misma especie, C. bauri.
Coelophysis era un animal delgado en su aspecto general y posiblemente un veloz corredor. A pesar de ser un dinosaurio temprano, la evolución de la forma de cuerpo de terópodos había avanzado mucho de las criaturas anteriores como el
Herrerasaurus y el Eoraptor. 

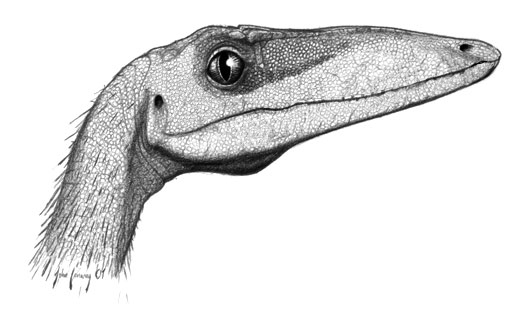
Recreación de la cabeza del Coelophysis.

El Coelophysis tenía un hocico alargado con grandes ventanas que ayudaban a reducir el peso del cráneo, mientras que los puntales estrechos de huesos preservaban la integridad estructural del mismo. Su boca se coronaba de una gran cantidad de dientes curvados, con bordes aserrados en los bordes anterior y posterior, lo que demuestra que se alimentaba de carne, probablemente animales pequeño, como los lagartos que fueron encontrados junto a ellos. Además se piensa que es posible que este pequeño dinosaurio viviera en grandes manadas, lo que le permitiría cazar animales mayores. El cuello tenía una curva sigmoidea pronunciada, similar al de varias aves modernas, que actuaba como un muelle, dándole una gran velocidad a su mordida.
Su torso se conforma con la forma básica del cuerpo de terópodo, pero la articulación pectoral exhibe algunas características especiales interesantes: el C. bauri tenía una fúrcula, el ejemplo conocido más temprano en un dinosaurio. También preserva la condición ancestral de poseer cuatro dígitos en la extremidad anterior. Tenía solamente tres funcionales, el cuarto encajado en el tejido de la mano. 
La cola Coelophysis tenía una estructura inusual en las uniones prezigapofisis de sus vértebras, que formaban un enrejado semirrígido, para al parecer permitir que la cola se moviera sólo hacia arriba o hacia abajo. Esto al actuar como un timón o contrapeso puede haber ayudado cuando el animal maniobraba a gran velocidad.
La pelvis y los miembros posteriores del C. bauri presentan también pequeñas variaciones en el plan básico del cuerpo de terópodos. Tienen el acetábulo abierto y la articulacíon derecha del tobillo que definen a Dinosauria. La pata termina en un pie de tres dedos, de los cuales solo las falánges distales tocaban el suelo, con un garrón que no llegaba al suelo.

## Descubrimiento e investigaciones

### Descubrimiento

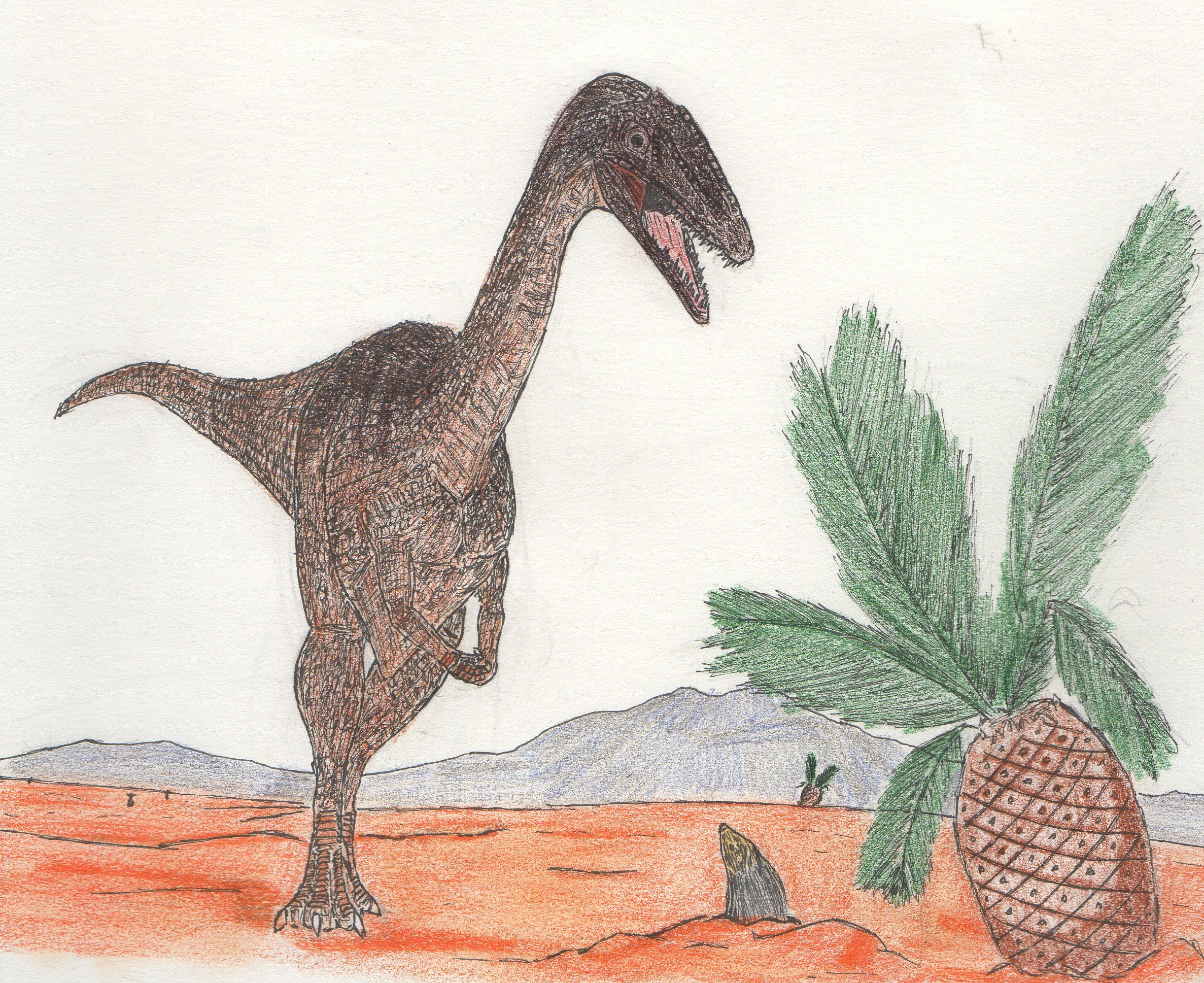
Recreación paleoartística del animal

El celofisis fue descubierto en 1881 por David Baldwin en estratos del Triásico al suroeste de Estados Unidos. Fue nombrado por el célebre paleontólogo estadounidense Edward Drinker Cope en 1889. Estos primeros fósiles pobremente preservados no permiten dar una idea completa del aspecto del animal. Después se ha conseguido encontrar más fósiles, de este dinosaurio, que cualquier otro. Miles de fósiles de celofisis, incluyendo "lechos de huesos", colección de muchos fósiles de la misma especie en un lugar, se hallaron en Ghost Ranch, Nuevo México, Estados Unidos en 1947, esos dinosaurios se nombraron Rioarribasaurus al principio, pero luego ese nombre fue descartado cuando 100 esqueletos fósiles de celofisis fueron encontrados en Arizona, Nuevo México, y quizás Utah. Adultos y juveniles fueron descubiertos juntos y hay dos tipos de adultos, "robustos" y "gráciles" - estas dos formas pueden representar a machos y hembras de la misma especie.
Esta gran concentración de ejemplares en un solo lugar, hace pensar que murieron al mismo tiempo en un suceso catastrófico, las evidencias del lugar llevan a pensar que fueron arrastrados por una inundación repentina en zona montañosa, de hecho los árboles petrificados del parque nacional del Bosque Petrificado en Arizona se produjo por un hecho similar. Edwin H. Colbert ha hecho un estudio exhaustivo de todos los fósiles encontrados hasta esa fecha, y de él tomamos la mayoría de nuestra información sobre el celofisis. Los especímenes del Rancho Fantasma eran tan numerosos, incluyendo muchos especímenes bien preservados, que uno de ellos se ha tomado en el diagnóstico como espécimen tipo, para el género, substituyendo el original, un espécimen mal preservado. Desde que los especímenes de Ghost Ranch se descubrieron, más esqueletos se han encontrado en la misma región incluyendo adultos y jóvenes. Los estratos más antiguos donde celofisis se ha descubierto es el Carniense llegando hasta el Noriense del Triásico superior.
Edwin H. Colbert ha sugerido que el icnogénero Grallator debe haber sido dejado por un Coelophysis.

### El "dinosauronauta"

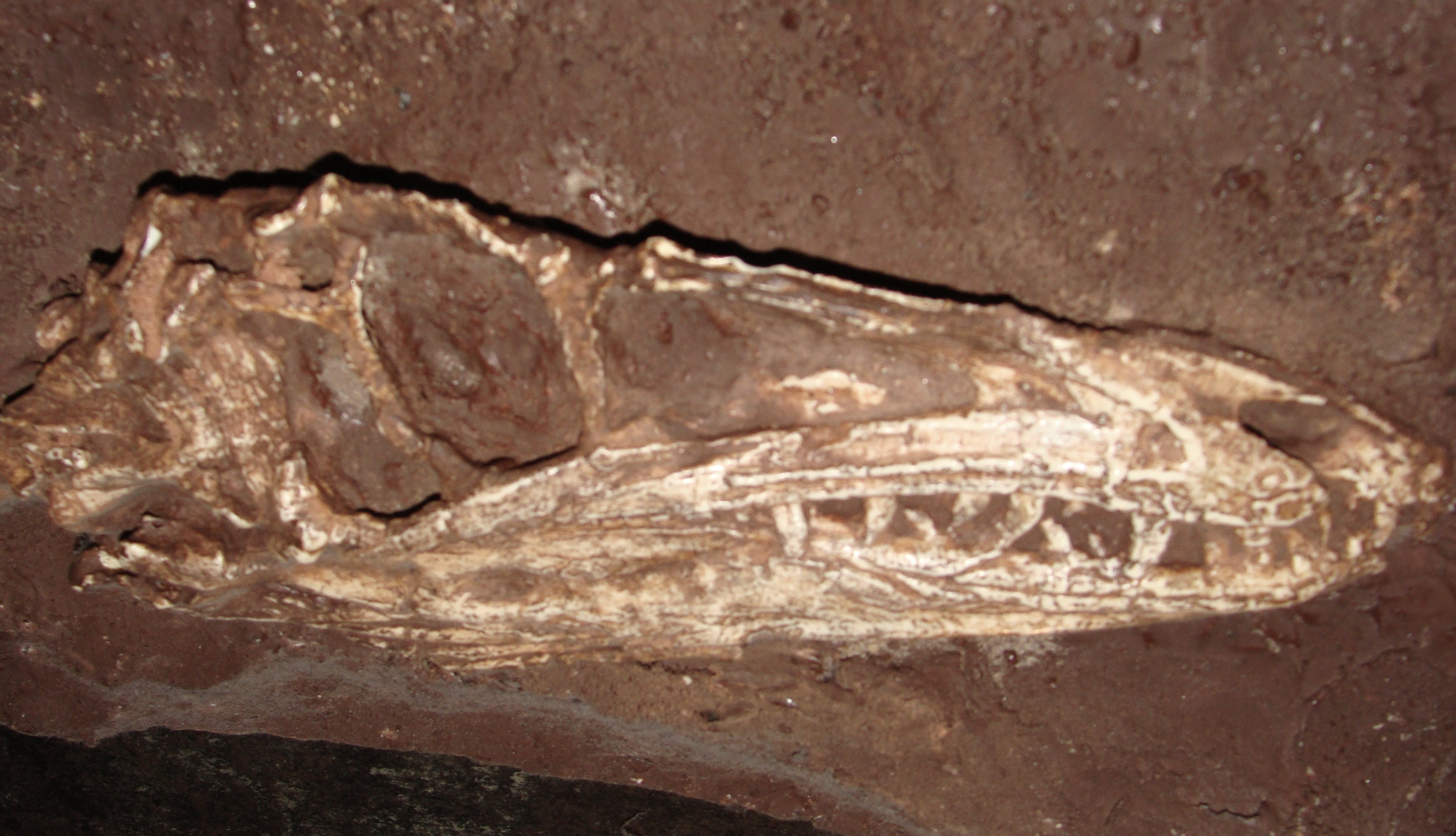
Cráneo de Coelophysis

En 1998, un cráneo fósil de Coelophysis fue enviado al Transbordador espacial Endeavour. Una vez transferido a la estación espacial rusa Mir, el fósil viajó más de 6 millones de kilómetros en torno a la Tierra. Así fue como uno de los dinosaurios más antiguos de Norteamérica se convirtió en el primer "dinosaurionauta".

## Clasificación
El género Coelophysis, posee como especie tipo a C. bauri. Dos especies adicionales fueron descritas originalmente además del C. bauri, el C. longicollis, y el C. willistoni, no obstante se consideran sinónimo con C. bauri. En la filogenia, Coelophysis se trata como a clado dentro de Coelophysidae.
A comienzos de los años 90, había una discusión sobre las características de diagnóstico de los primeros especímenes recogidos, comparadas al material entre los primeros ejemplares y los del Rancho Fantasma. Algunos paleontólogos eran de la opinión que los diagnósticos de los especímenes originales no eran aplicables más allá de sí mismos y, por lo tanto, que el nombre C. bauri no se podría aplicar a ningún espécimen adicional. Por lo tanto aplicaron un nombre distinto,  Rioarribasaurus a los ejemplares de Rancho Fantasma.

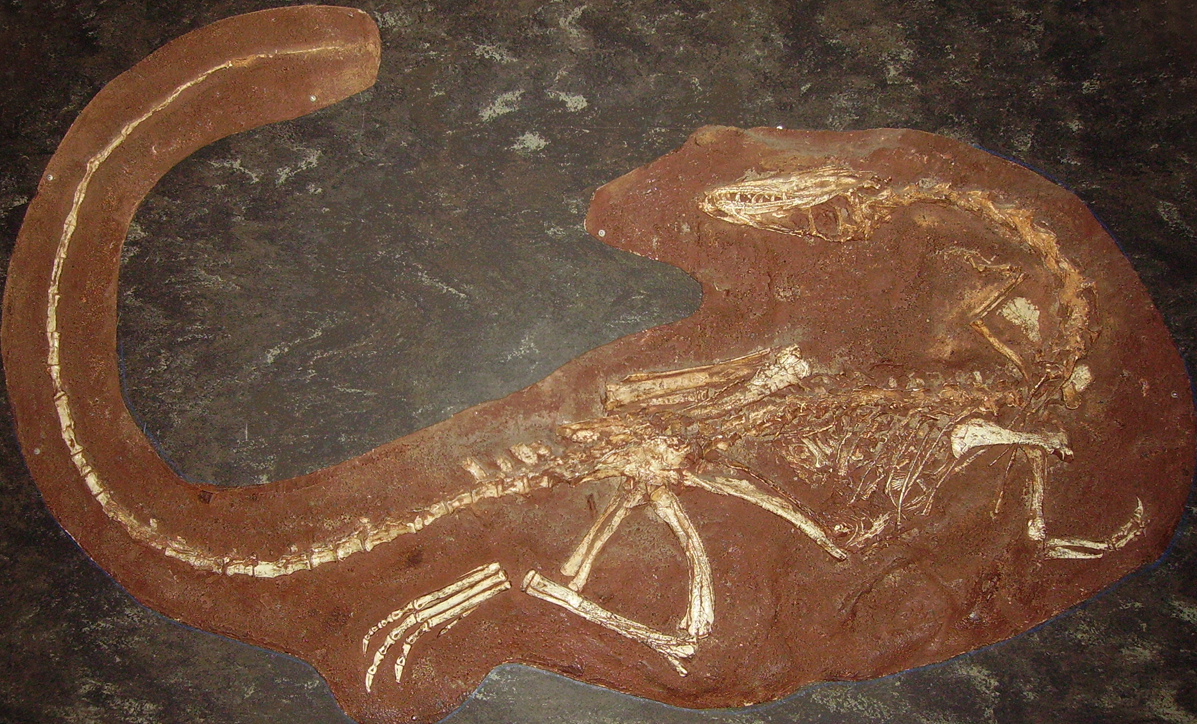
Fósil de Coelophysis en el Museo de Historia Natural de Londres.

Desde que los numerosos especímenes bien preservados del Rancho Fantasma se llamaron Coelophysis en la mayoría de la literatura científica, el uso de Rioarribasaurus  habría sido muy incómodo para los investigadores, así que una petición fue dada para poder traspasar el holotipo de Coelophysis del espécimen original pobremente preservado a uno de los especímenes bien preservados del Rancho Fantasma. Al final, la Comisión internacional en la nomenclatura zoológica, ICZN, votó para hacer que uno de los ejemplares bien preservados del Rancho Fantasma para Coelophysis y dispone el nombre Rioarribasaurus en conjunto, declarándolo nomen rejectum, o "nombre rechazado, así resolviendo la confusión. El nombre Coelophysis por lo tanto llegó a ser nomen conservandum ("nombre conservado").
Sullivan y Lucas en 1999, sugirieron que el espécimen tipo original fuera referido a lo que pensaron eran un celofísido recientemente descubierto, el Eucoelophysis baldwini, un dinosaurio nuevo del terópodo del Triásico superior de Nuevo México. Sin embargo, los estudios subsecuentes han demostrado que Eucoelophysis fue interpretado mal, y es realmente un primitivo  ornithodiro no dinosauriorelacionado de cerca con Silesaurus. Por lo tanto, el original espécimen de Coelophysis no se puede considerar un espécimen de Eucoelophysis.
Además de todo el esto, hay una controversia competente con otro celofísideo, el Megapnosaurus, que mucha posibilidades de ser congenérico con Coelophysis. Para crear más confusión, Paul sugiere que Coelophysis pudiera ser colocado como Megapnosaurus también llamado Syntarsus para acabar con esta mencionada confusión taxonómica.
En una situación que afecta a muchos géneros del dinosaurio, muchos especímenes fueron clasificados como nueva especie pero estaban originalmente en la especie Coelophysis. Por ejemplo, la profesora Mignon Talbot descubre en 1911 cuál ella etiquetó Podokesaurus holyokensis, se puede relacionar con Coelophysis. Además, C. posthumus, nombrados por Friedrich von Huene en 1908, también necesitan la reclasificación y tentativamente se titulan Halticosaurus longotarsus en el momento.

## Paleobiología
Los celofisis eran probablemente cazadores oportunistas y carroñeros. Los dientes eran típicos de dinosaurios carnívoros, con forma de cuchillos y recurvados con endentaduras finas en los bordes anterior y posterior. Puesto que nuestro conocimiento de los celofisis viene principalmente de los especímenes excavados en Gosth Ranch, hay una tendencia a ver a esta masiva acumulación de animales como evidencia de manadas enormes de celofisis que vagaban la tierra. La serie de televisión Walking with Dinosaurs, por ejemplo, mostró a pequeñas multitudes juntas (y no citó los depósitos de Gosth Ranch como evidencia). No existe ninguna evidencia directa de comportamiento en manada, los depósitos indican solamente que una gran cantidad el celofisis, junto con otros animales triásicos, fueron enterrados juntos. Alguna de la evidencia de la tafonomía del sitio indica que estos animales pudieron haberse juntado para comer o beber de un agujero de agua o para alimentarse de pescados en la época de desove, y quedaron enterrados en una catastrófica inundación repentina.

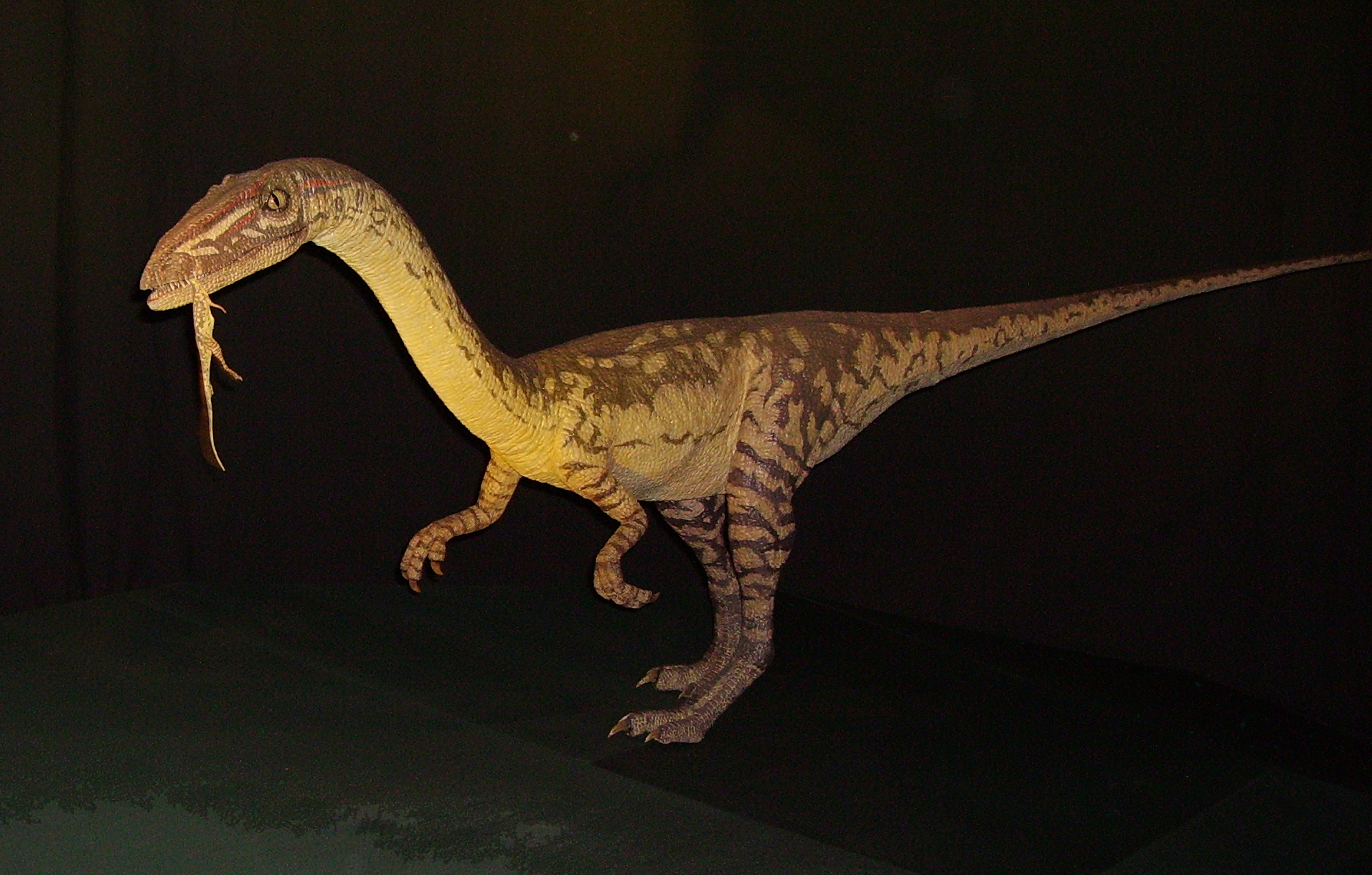
Modelo animatrónico de Coelophysis en el Museo de Historia Natural de Londres. Este modelo muestra el supuesto canibalismo de Coelophysis, hoy en día considerado como un error.

### Percepción errónea
Durante mucho tiempo se pensó que el celofísis era caníbal, basada en especímenes juveniles encontró "dentro" de las cavidades abdominales de algunos especímenes del rancho del fantasma. Sin embargo, Rob Gay demostró en 2002 que estos especímenes fueron malinterpretados, varios especímenes de "celofisis juveniles" eran en realidad pequeños reptiles Crurotarsi, como por ejemplo Hesperosuchus, y esto descarta cualquier evidencia para apoyar el comportamiento caníbal en los celofisisos. El estudio de Gay fue corroborado en 2006 en un estudio subsecuente por Nesbitt et al. La evidencia es muy pobre y se necesitan más contenidos estomacales para poder demostrar alguna de estas nuevas teorías.